# Elecciones estatales de Baja California Sur de 2024
Las elecciones estatales de Baja California Sur de 2024 se llevaron a cabo el domingo 2 de junio de 2024, y en ellas se renovaron los titulares de los siguientes cargos de elección popular del estado mexicano de Baja California Sur:
- 21 diputados estatales: 16 diputados electos por mayoría relativa y 5 designados mediante representación proporcional para integrar la XVI Legislatura.
- 5 ayuntamientos: Compuestos por un presidente municipal, un síndico y un grupo de regidores. Electos para un periodo de tres años.

## Organización

### Partidos políticos
En las elecciones estatales tienen derecho a participar doce partidos políticos. Siete son partidos políticos nacionales: Partido Acción Nacional (PAN), Partido Revolucionario Institucional (PRI), Partido de la Revolución Democrática (PRD), Partido del Trabajo (PT), Partido Verde Ecologista de México (PVEM), Movimiento Ciudadano (MC) y Movimiento Regeneración Nacional (MORENA).
Así mismo participan seis partidos políticos estatales: Partido Humanista de Baja California Sur, Partido de Renovación Sudcaliforniana, Nueva Alianza Baja California Sur, Fuerza por México Baja California Sur, Movimiento Laborista Baja California Sur y Partido Encuentro Solidario Baja California Sur. El 9 de enero de 2024, el Instituto Electoral Estatal de Baja California Sur confirmó que ninguna coalición fue registrada.

### Distritos electorales
Para la elección de diputados de mayoría relativa del Congreso del Estado de Baja California Sur el estado se divide en 16 distritos electorales. La distritación electoral vigente fue publicada por el Instituto Nacional Electoral en julio de 2022.
| Distrito | Cabecera                        | Municipios              | Mapa |
| -------- | ------------------------------- | ----------------------- | ---- |
| 1        | San José del Cabo               | Los Cabos               |      |
| 2        | La Paz                          | La Paz                  |      |
| 3        | La Paz                          | La Paz                  |      |
| 4        | La Paz                          | La Paz                  |      |
| 5        | La Paz                          | La Paz                  |      |
| 6        | La Paz                          | La Paz                  |      |
| 7        | San José del Cabo               | Los Cabos               |      |
| 8        | Cabo San Lucas                  | Los Cabos               |      |
| 9        | Cabo San Lucas                  | Los Cabos               |      |
| 10       | Ciudad Constitución             | Comondú                 |      |
| 11       | Cabo San Lucas                  | Los Cabos               |      |
| 12       | San José del Cabo               | Los Cabos               |      |
| 13       | Loreto                          | Loreto, Mulege, Comundú |      |
| 14       | Villa Alberto Alvarado Aramburo | Mulege                  |      |
| 15       | La Paz                          | La Paz                  |      |
| 16       | Cabo San Lucas                  | Los Cabos               |      |

## Candidaturas y/o coaliciones

### Juntos por BCS
El día 13 de marzo de 2024 fue registrada ante el Instituto Estatal Electoral de Baja California Sur (IEEBCS) el convenio de candidatura común, denominado "Juntos por BCS" integrada por Partido Acción Nacional (PAN), Partido Revolucionario Institucional (PRI), Partido de la Revolución Democrática (PRD), Partido Humanista de Baja California Sur (PHBCS), y Partido de Renovación Sudcaliforniana (PRS).Posteriormente, fueron anunciadas las candidaturas ante el instituto electoral.

### Sigamos haciendo Historia en BCS
El día 13 de marzo de 2024 fue registrada ante el Instituto Estatal Electoral de Baja California Sur (IEEBCS) el convenio de candidatura común, denominado "Sigamos Haciendo Historia en BCS" integrada por Partido del Trabajo (PT), Partido Verde Ecologista de México (PVEM), Morena, y Nueva Alianza Baja California Sur (NABCS). 

## Elecciones

### Ayuntamientos
|  | 47.16 % |

|  | 36.27 % |

|  | 6.54 % |

|  | 3.96 % |

|  | 2.72 % |

|  | 0.00 % |

|  | 0.09 % |

|  | 96.73 % |

|  | 3.27 % |

|  | 100.00 % |

|  | 53.27 % |

### Congreso del Estado
|  | 47.03 % |

|  | 29.86 % |

|  | 9.31 % |

|  | 4.73 % |

|  | 3.96 % |

|  | 1.18 % |

|  | 0.12 % |

|  | 96.19 % |

|  | 3.81 % |

|  | 100.00 % |

|  | 53.62 % |